# کاتسوهیکو ناکاگاوا
کاتسوهیکو ناکاگاوا (انگلیسی: Katsuhiko Nakagawa؛ ۲۰ ژوئیه ۱۹۶۲ – ۱۷ سپتامبر ۱۹۹۴) خواننده، بازیگر، و موسیقی‌دان اهل ژاپن بود. وی بین سال‌های ۱۹۸۰ تا ۱۹۹۴ میلادی فعالیت می‌کرد.